# Gare de Mariembourg
La gare de Mariembourg est une gare ferroviaire belge des lignes ligne 132 de Charleroi à Treignes (frontière), et ligne 134 de Mariembourg à Couvin, située à Mariembourg sur le territoire de la commune de Couvin en province de Namur.
Elle est mise en service en 1854 par la Société du chemin de fer de l'Entre-Sambre-et-Meuse.
C'est une gare de la Société nationale des chemins de fer belges (SNCB) desservie par des trains Suburbains (S64) et d’Heure de pointe (P).

## Situation ferroviaire
Établie à 160 mètres d'altitude, la gare de bifurcation de Mariembourg est située au point kilométrique (PK) 47,60 de la ligne 132 de Charleroi à Treignes (frontière) dont elle est devenue la gare terminus. Elle est également la gare d'origine de la ligne 134 de Mariembourg à Couvin, avant la gare terminus de Couvin. S'intercale la gare fermée de Frasnes-lez-Couvin, unique gare intermédiaire de cette ligne.
Elle était aussi située au PK 28,10 de la ligne 156 de Hermeton-sur-Meuse à la frontière française, aujourd'hui fermée.

## Histoire
La station de Mariembourg est mise en service le 6 juin 1854 par la Société du chemin de fer de l'Entre-Sambre-et-Meuse qui inaugure le même jour la section de Cerfontaine à Mariembourg de sa ligne reliant Charleroi à la frontière française (Vireux-Molhain). Le 15 juin de la même année, cette ligne est terminée jusqu'à Vireux et l'embranchement de Mariembourg à Couvin est mis en service le même jour.
Elle devient une gare d'échanges avec la ligne de la Compagnie du chemin de fer de Chimay, reliant Hastière à Momignies, dont les sections Chimay-Mariembourg et Mariembourg-Doische (en connexion avec la ligne de Doische à Givet) ouvrent respectivement le 18 septembre 1858 et le 30 mars 1864.
Le trafic des voyageurs est suspendu sur la ligne 156 qui sera fermée et démontée entre 1954 et 1987, sauf la section de Mariembourg à Boussu-en-Fagne qui voit encore passer des marchandises jusqu'en 1999.
En 1963, la SNCB met fin aux trains de voyageurs entre Mariembourg et Treignes ainsi qu'à ceux entre Mariembourg et Couvin l'année suivante ; cette ligne sera cependant rouverte aux voyageurs en 1984.
En 1970, la construction des barrages de l'Eau d'Heure menace la ligne 132 de fermer complètement mais une solution est trouvée en réaffectant des lignes, parfois déjà fermées, entre Walcourt, Philippeville et Neuveville et en créant un raccord vers Mariembourg.
Afin d'éviter que la section Mariembourg-Treignes, menacée de fermeture, ne soit démantelée, l'association du Chemin de fer à vapeur des Trois Vallées (CFV3V) est créée en 1973 ; elle utilisera cette section de ligne ainsi que l'ancienne remise à vapeur de Mariembourg pour des trains de matériel historique et la création d'un musée des chemins de fer.
Sur la ligne 132 et la ligne vers Couvin, la SNCB décide d'utiliser des rames réversibles avec des voitures M1 (plus tard M2) et une locomotive diesel série 60 puis 62.
En 2001, les autorails de la série 41 remplacent les vieillissantes voitures M2 sur la ligne 132.
La gare comporte un dépôt de conducteurs, près de l'ancienne rotonde à locomotives.

## Service des voyageurs

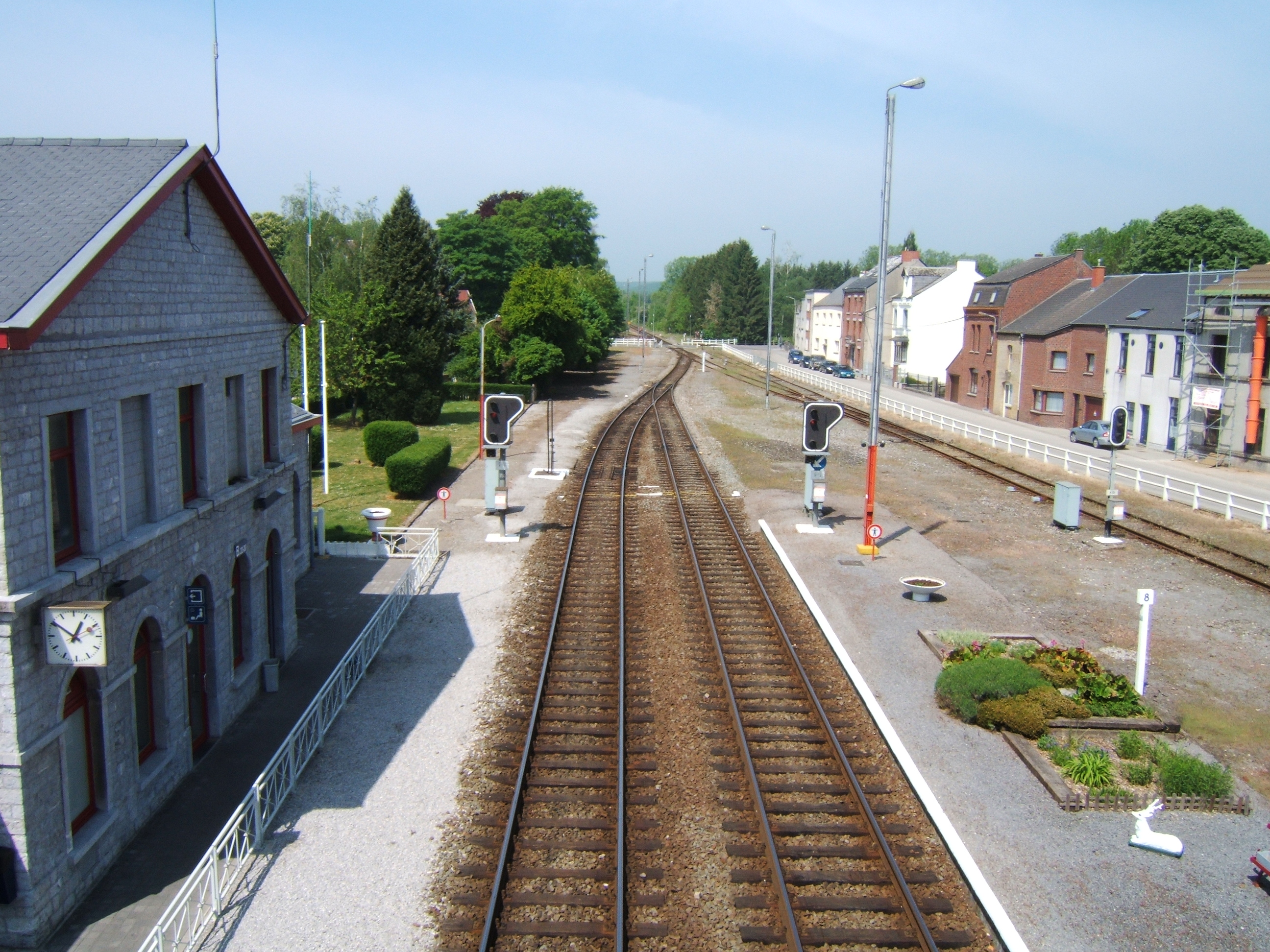
Vue depuis la passerelle.

### Accueil
Gare SNCB, elle dispose d'un bâtiment voyageurs, avec guichet, ouvert tous les jours. Elle est équipée d'un automate pour l'achat de titres de transport. Des aménagements et services sont à la disposition des personnes à mobilité réduite.

### Desserte
Mariembourg st desservie par des trains Suburbains (S64) et d'Heure de pointe (P) de la SNCB (voir brochure SNCB de la ligne 132).
En semaine, la desserte, semi-cadencée repose sur des trains S64 circulant entre Charleroi-Central et Couvin renforcés par :
- trois trains P et un S64 supplémentaire entre Couvin et Charleroi-Central (le matin) ;
- deux trains P entre Charleroi-Central et Couvin (le matin) ;
- un train S64 entre Couvin et Charleroi-Central (l’après-midi) ;
- un train P et un S64 supplémentaire entre Charleroi-Central et Couvin (l’après-midi) ;
- un train P entre Couvin et Charleroi-Central deux trains P entre Charleroi-Central et Couvin (en début de soirée) ;
- un train S64 supplémentaire entre Couvin et Charleroi-Central (le soir).

Les week-ends et jours fériés, la desserte est cadencée toutes les deux heures dans chaque sens et comprend des trains S64 reliant Charleroi-Central à Couvin.

### Intermodalité
Un parc pour les vélos y est aménagé.

## Comptage voyageurs
Le graphique et le tableau montrent le nombre de passagers qui en moyenne embarquent durant la semaine, le samedi et le dimanche.
| Nombre de voyageurs qui embarquent à la gare de Marienbourg | Nombre de voyageurs qui embarquent à la gare de Marienbourg | Nombre de voyageurs qui embarquent à la gare de Marienbourg | Nombre de voyageurs qui embarquent à la gare de Marienbourg |
|                                                             | Semaine                                                     | Samedi                                                      | Dimanche                                                    |
| ----------------------------------------------------------- | ----------------------------------------------------------- | ----------------------------------------------------------- | ----------------------------------------------------------- |
| 1977                                                        | 223                                                         | 122                                                         | 180                                                         |
| 1978                                                        | 244                                                         | 70                                                          | 159                                                         |
| 1979                                                        | 242                                                         | 91                                                          | 154                                                         |
| 1980                                                        | 238                                                         | 89                                                          | 183                                                         |
| 1981                                                        | 250                                                         | 72                                                          | 151                                                         |
| 1982                                                        | 279                                                         | 95                                                          | 257                                                         |
| 1983                                                        | 268                                                         | 79                                                          | 178                                                         |
| 1984                                                        | 200                                                         | 79                                                          | 161                                                         |
| 1985                                                        | 207                                                         | 73                                                          | 118                                                         |
| 1986                                                        | 194                                                         | 70                                                          | 123                                                         |
| 1987                                                        | 193                                                         | 79                                                          | 116                                                         |
| 1988                                                        | 214                                                         | 75                                                          | 161                                                         |
| 1989                                                        | 204                                                         | 56                                                          | 186                                                         |
| 1990                                                        | 179                                                         | 77                                                          | 104                                                         |
| 1991                                                        | 208                                                         | 78                                                          | 142                                                         |
| 1992                                                        | 200                                                         | 68                                                          | 120                                                         |
| 1993                                                        | 168                                                         | 63                                                          | 110                                                         |
| 1994                                                        | 157                                                         | 46                                                          | 128                                                         |
| 1995                                                        | 123                                                         | 46                                                          | 83                                                          |
| 1996                                                        | 149                                                         | 52                                                          | 56                                                          |
| 1997                                                        | 158                                                         | 44                                                          | 80                                                          |
| 1998                                                        | 112                                                         | 46                                                          | 94                                                          |
| 1999                                                        | 152                                                         | 37                                                          | 76                                                          |
| 2000                                                        | 185                                                         | 53                                                          | 50                                                          |
| 2001                                                        | 137                                                         | 46                                                          | 63                                                          |
| 2002                                                        | 145                                                         | 51                                                          | 60                                                          |
| 2003                                                        | 207                                                         | 85                                                          | 73                                                          |
| 2004                                                        | 169                                                         | 65                                                          | 44                                                          |
| 2005                                                        | 201                                                         | 70                                                          | 62                                                          |
| 2006                                                        | 211                                                         | 70                                                          | 108                                                         |
| 2007                                                        | 213                                                         | 54                                                          | 74                                                          |
| 2008                                                        | -                                                           | -                                                           | -                                                           |
| 2009                                                        | 239                                                         | 44                                                          | 72                                                          |
| 2010                                                        | -                                                           | -                                                           | -                                                           |
| 2011                                                        | -                                                           | -                                                           | -                                                           |
| 2012                                                        | 228                                                         | 48                                                          | 104                                                         |
| 2013                                                        | 229                                                         | 65                                                          | 103                                                         |
| 2014                                                        | 250                                                         | 53                                                          | 53                                                          |
| 2015                                                        | 171                                                         | 38                                                          | 70                                                          |
| 2016                                                        | 170                                                         | 51                                                          | 103                                                         |
| 2017                                                        | 160                                                         | 48                                                          | 63                                                          |
| 2018                                                        | 162                                                         | 48                                                          | 94                                                          |
| 2019                                                        | 397                                                         | 163                                                         | 297                                                         |
| 2020                                                        | 142                                                         | 60                                                          | 61                                                          |
| 2021                                                        | -                                                           | -                                                           | -                                                           |
| 2022                                                        | 144                                                         | 109                                                         | 117                                                         |
| 2023                                                        | 159                                                         | 63                                                          | 94                                                          |
| 2024                                                        | 159                                                         | 42                                                          | 62                                                          |

## Gare touristique (CFV3V)
À proximité de la gare se trouve une des deux bases du Chemin de fer à vapeur des Trois Vallées, autour d'une remise-rotonde de six voies et de nombreuses voies de garage où stationne le matériel moins prestigieux de l'association (les plus belles pièces se trouvant au musée du chemin de fer de la gare de Treignes, à l'autre extrémité de la ligne de chemin de fer). Cette association exploite la ligne de chemin de fer en régime touristique, ceci aussi bien avec des locomotives à vapeur que diesel.

## Patrimoine ferroviaire

### Bâtiment des recettes

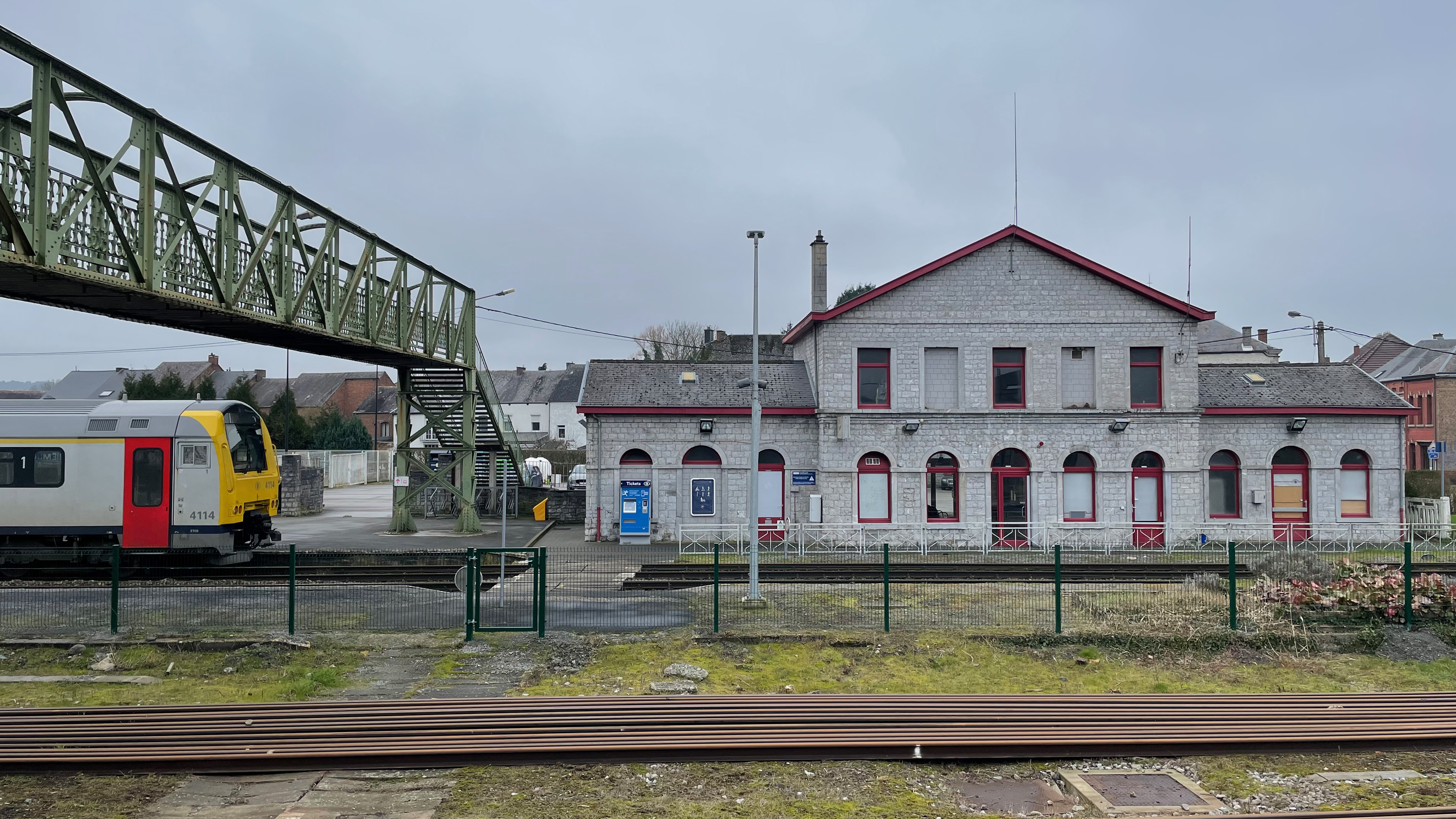
Bâtiment de la gare et passerelle.

Le bâtiment d'origine, bâti par la Compagnie de l'Entre-Sambre-et-Meuse, a survécu jusqu'à nos jours.
Il est proche des gares du plan type standard des gares de la compagnie, dont fait partie la première gare de Philippeville utilisant les mêmes pierres de taille, mais le corps de logis de la gare de Mariembourg est beaucoup plus grand (5 travées coiffées d'une bâtière transversale).
Plusieurs des bâtiments anciens de la ligne ont été démolis et remplacés au XIXe siècle et au début du XXe siècle. Celui de Mariembourg a failli être démoli dans les années 1910.

### Rotonde de Mariembourg
Reconstruite au tournant du XXe siècle[réf. souhaitée], la remise à locomotive et son château d'eau ont été proposés au classement. Quasiment identique à celle de la gare de Florennes-Central, il s'agit d'une des très rares rotondes (remises en arc-de-cercle) bâties en Belgique (où les remises étaient normalement rectangulaires). Elle est désormais utilisée par le Chemin de fer à vapeur des trois vallées.

### Passerelle
Une passerelle métallique enjambant les voies permet aux piétons d'accéder à la partie est du village, coupé en deux par la voie ferrée. En mauvais état du point de vue des normes de sécurité, cette passerelle doit être démolie et remplacée durant les années 2020.

### Classement
Deux parties de cette gare font l'objet d'un classement par la Région wallonne : 
- Patrimoine classé (1993, locomotive à vapeur de type EX26, no 93014-CLT-0027-01) ;
- Patrimoine classé (2018, la remise à locomotives en forme de rotonde de Mariembourg (M) et la remise à locomotives, la remise à bois, la remise à charbon, la grue à eau et le château d'eau (EA), no 93014-CLT-0035-01).

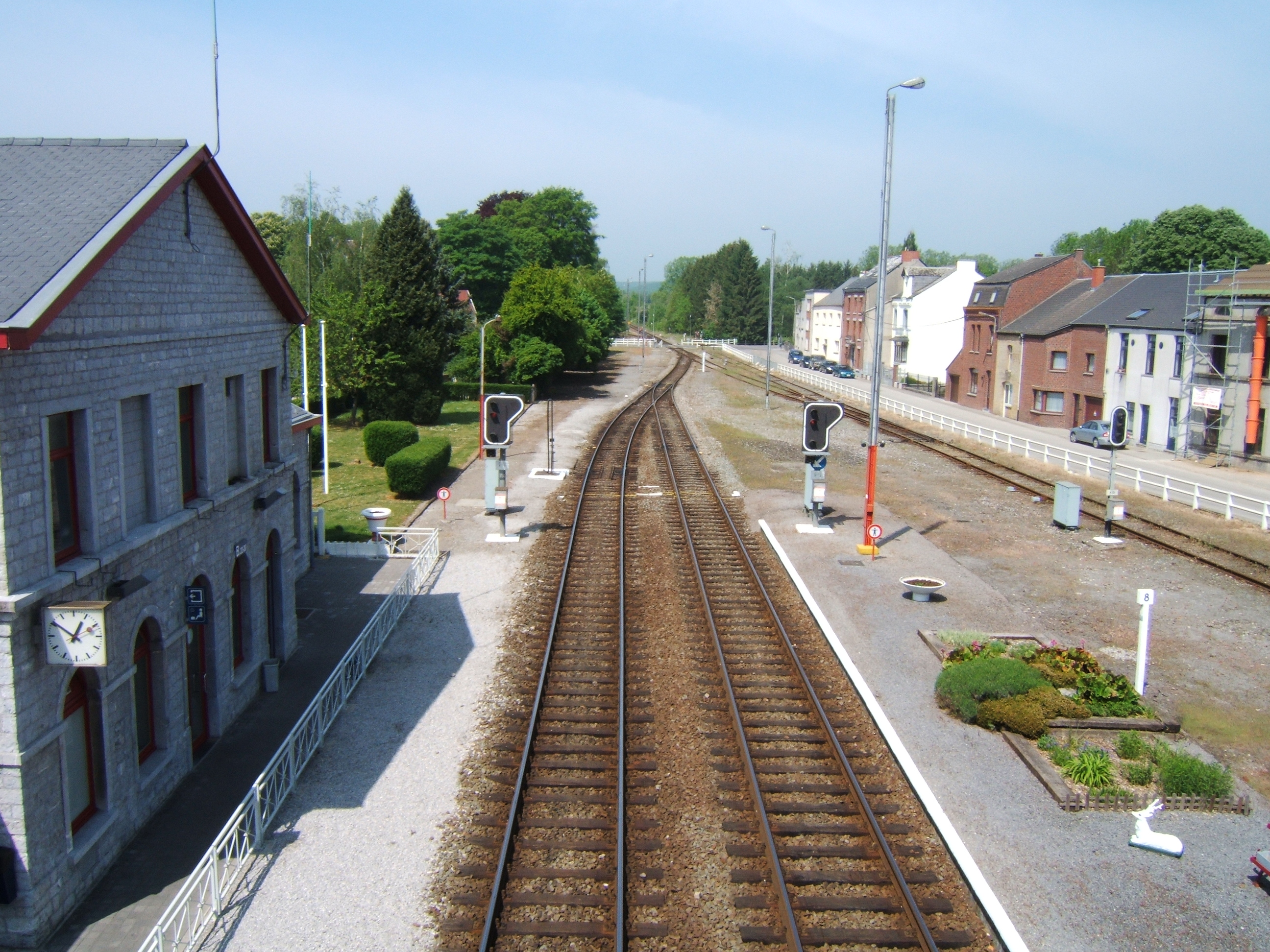
Les voies en sortie de la gare.
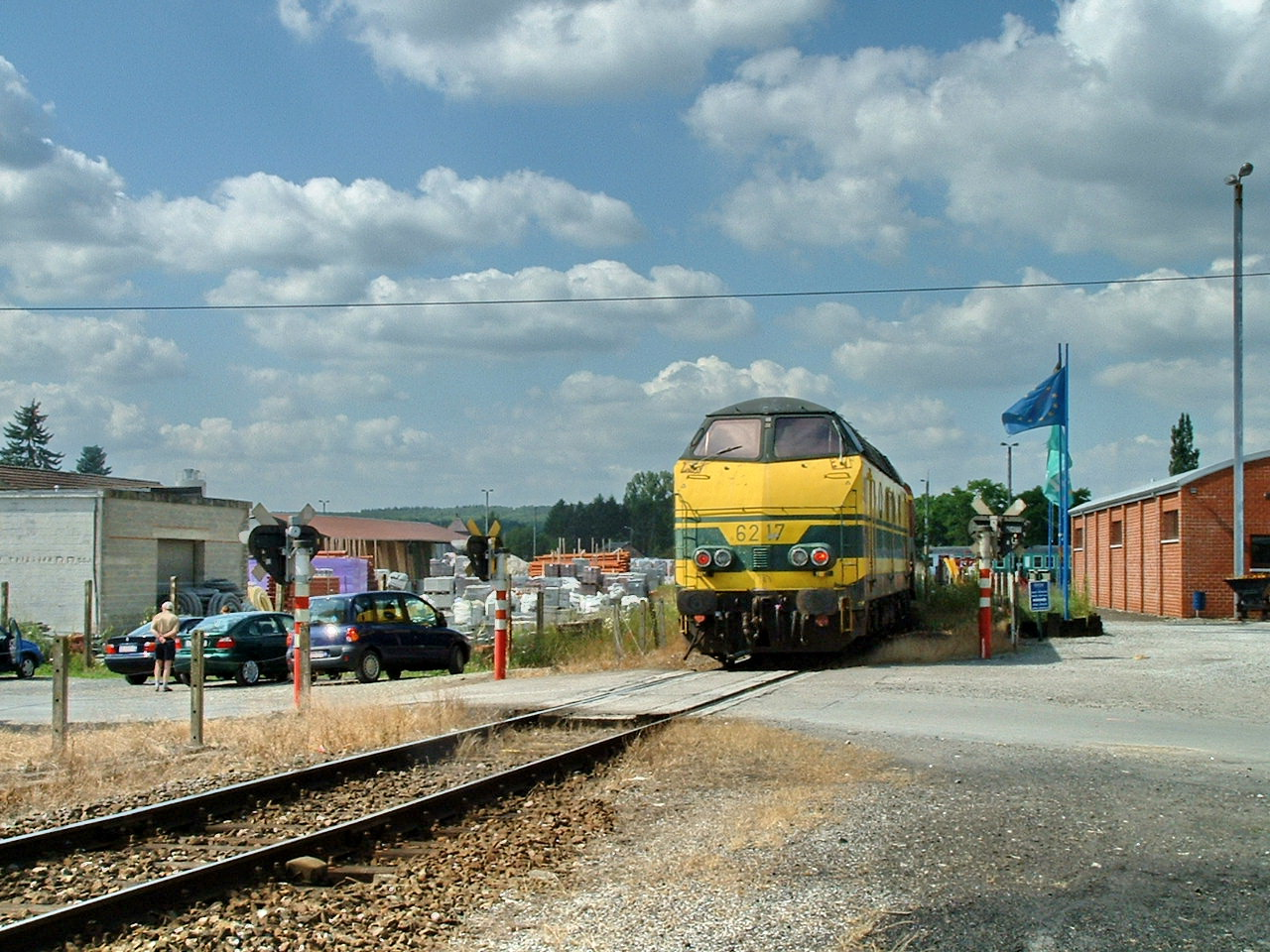
Une motrice Diesel pousse une rame réversible  à l'entrée de la gare, le long de la remise du CFV3V